# Luktelk
«Luktelk» (укр. Зачекай) — пісня литовського співака Сільвестера Белта, з якою, після перемоги на литовському національному відборі Eurovizija.LT, у січні 2024 він представив Литву на 68-му Пісенному конкурсі Євробачення 2024 у Мальме. З нею країна вийшла у фінал «Євробачення», де посіла 14-те місце.

## Передісторія та сюжет пісні
Текст пісні «Luktelk» створили Сільвестр Белт разом з Джесікою Шивокайте та Оленою Юргайтете. В інтерв'ю співак розповів, що ця пісня розповідає про застрягання в циклі матриці, далі зазначивши, що «коли ми застрягаємо в наших повсякденних завданнях, які повторюються щодня, ми більше не можемо сказати, чи знаходимося ми уві сні, або в іншому вимірі. Йдеться про те, що ми не щасливі, існуємо лише на поверхні, і це більше не працює… але в кінці дня ми прокинемося завтра і однаково танцюватимемо».

## Пісенний конкурс Євробачення

### Eurovizija.LT
Eurovizija.LT був національним фіналом, організованим LRT для вибору представника Литви на Пісенному конкурсі Євробачення 2024. На конкурс було подано 40 заявок, які змагалися в 5 півфіналах, що проходили з 13 січня по 10 лютого 2024 року, а 10 з них також у фіналі 17 лютого 2024 року. Комбінація голосів журі та телеголосування визначила 50/50 результат у кожному півфіналі та у фіналі, а два найкращих записи з кожного півфіналу потрапляли до фіналу. Три найкращі записи з фіналу потім перейшли до суперфіналу, де тільки телеголосування визначало переможця.
Пісня «Luktelk» виступала в першому півфіналі, де вона змогла кваліфікуватися до фіналу, посівши перше місце з восьми учасників у півфіналі. У фіналі пісня перейшла до суперфіналу разом із двома іншими піснями, а саме «Impossible» від Shower та «Simple Joy» від The Roop. Зрештою пісня виграла суперфінал, отримавши право представляти Литву на конкурсі.

### На Євробаченні
Пісенний конкурс Євробачення 2024 відбувся на «Мальме-Арені» в місті Мальме, Швеція. Він складався з двох півфіналів, які відбулися відповідно 7 і 9 травня, і фіналу 11 травня 2024 року. 30 січня 2024 року відбулося жеребкування, щоб визначити, у якому з двох півфіналів, а також у якій половині шоу виступатиме кожна країна. Європейська мовна спілка (ЄМС) розділила країн-конкуренток на різні кошики на основі моделей голосування з попередніх конкурсів, причому країни зі сприятливою історією голосування були поміщені в один кошик. У результаті жеребкування стало відомо, Литва виступатиме у першій половині першого півфіналу.

У півфіналі Silvester Belt виступив під третім номером і кваліфікувався до фіналу з 4 місця, здобувши 119 балів від глядачів, з яких найвища оцінка, 12 балів, надійшла від Ірландії та Великої Британії. У фіналі конкурсу пісня «Luktelk» посіла 17 місце з 90 балами, з яких 58 від глядачів і 32 від журі.

Фрагменти виступу на Євробаченні 2024
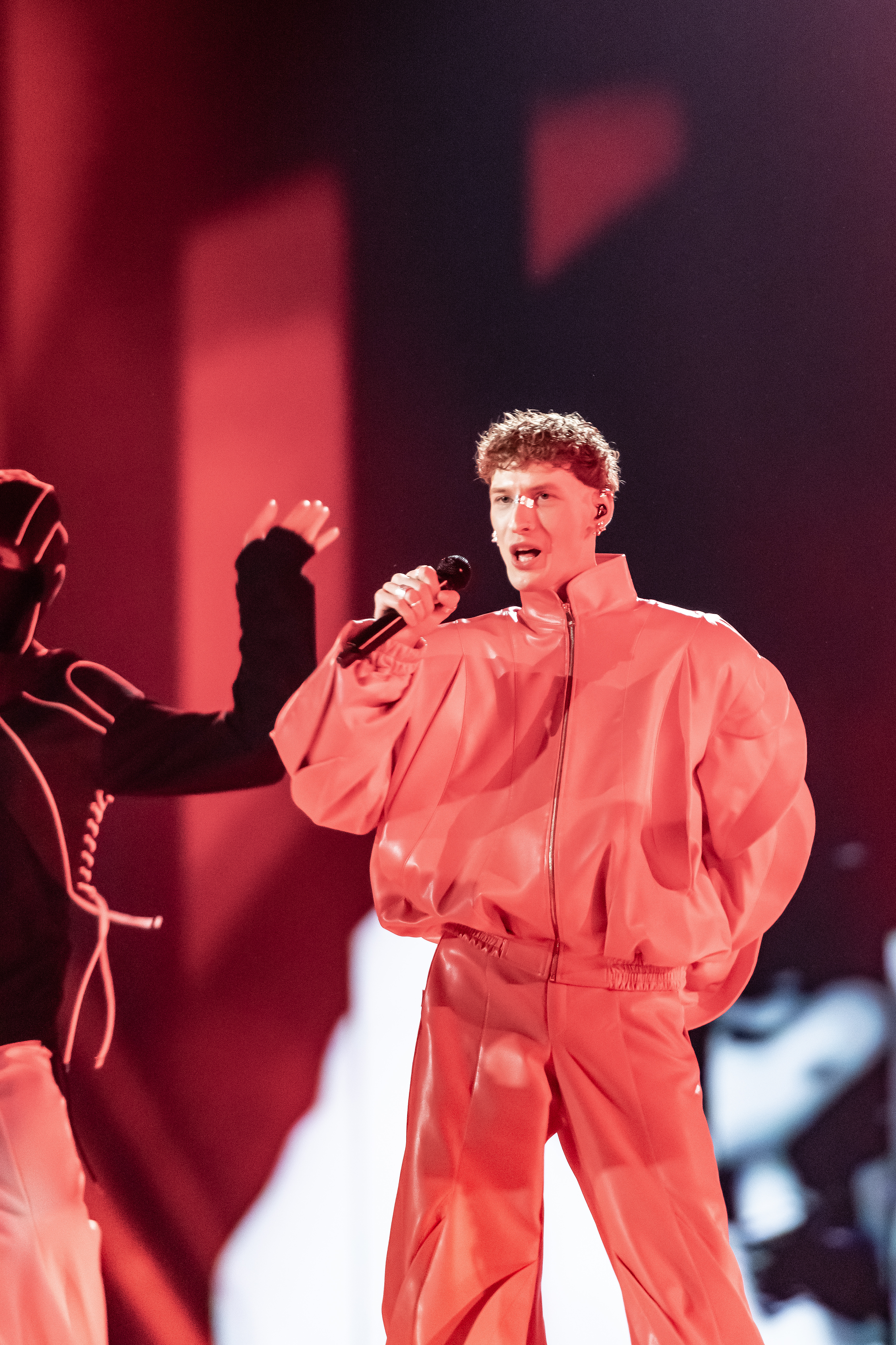
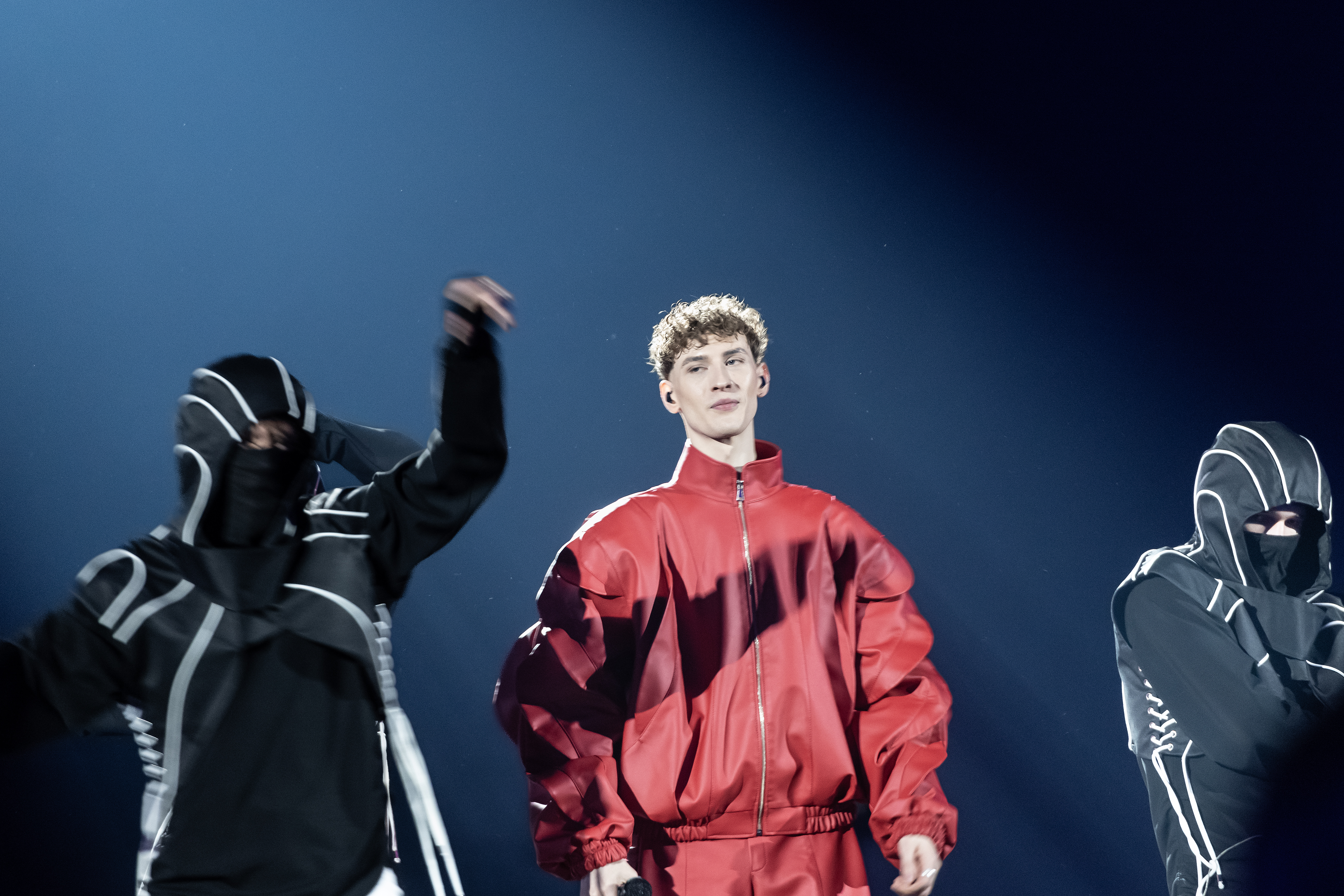
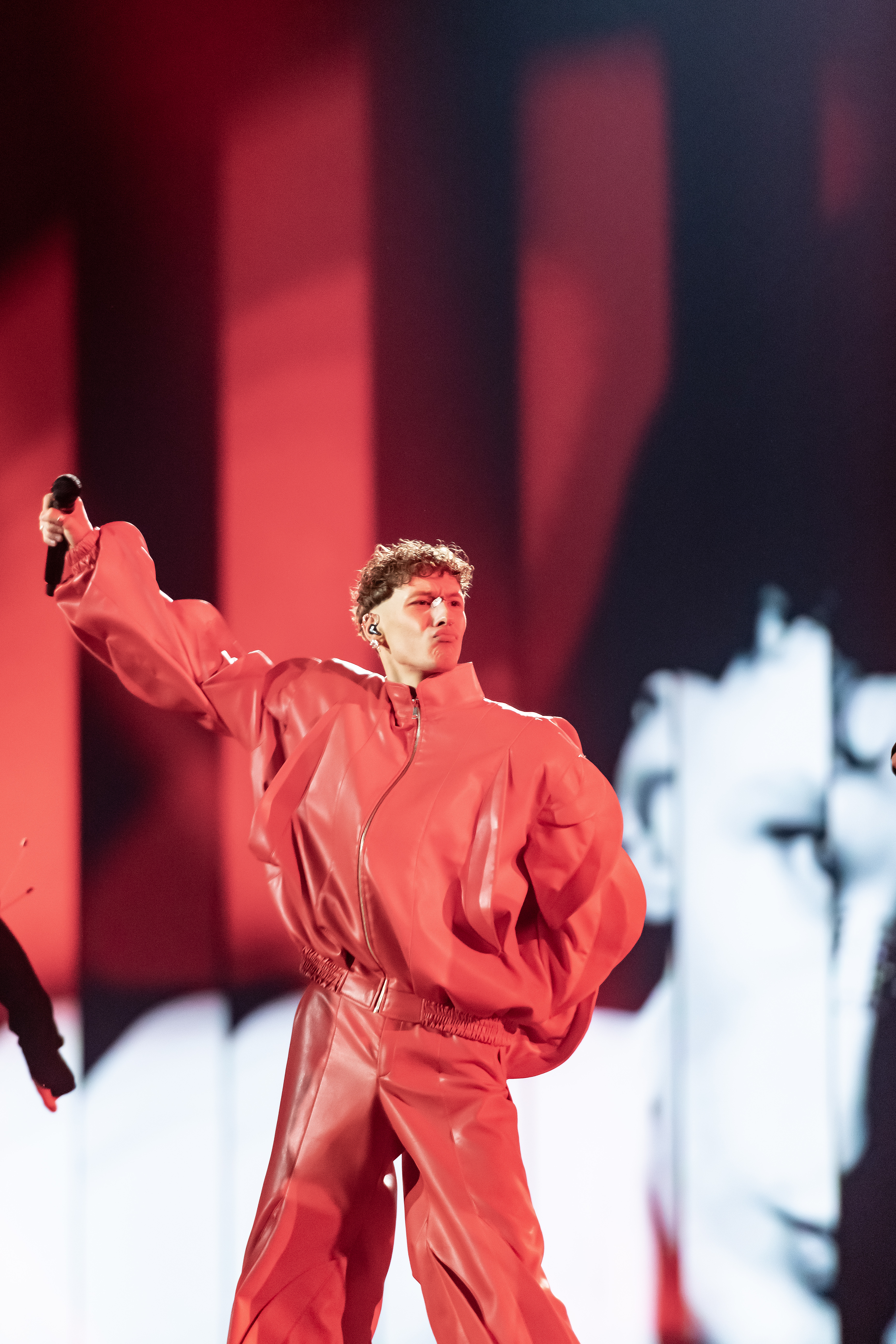
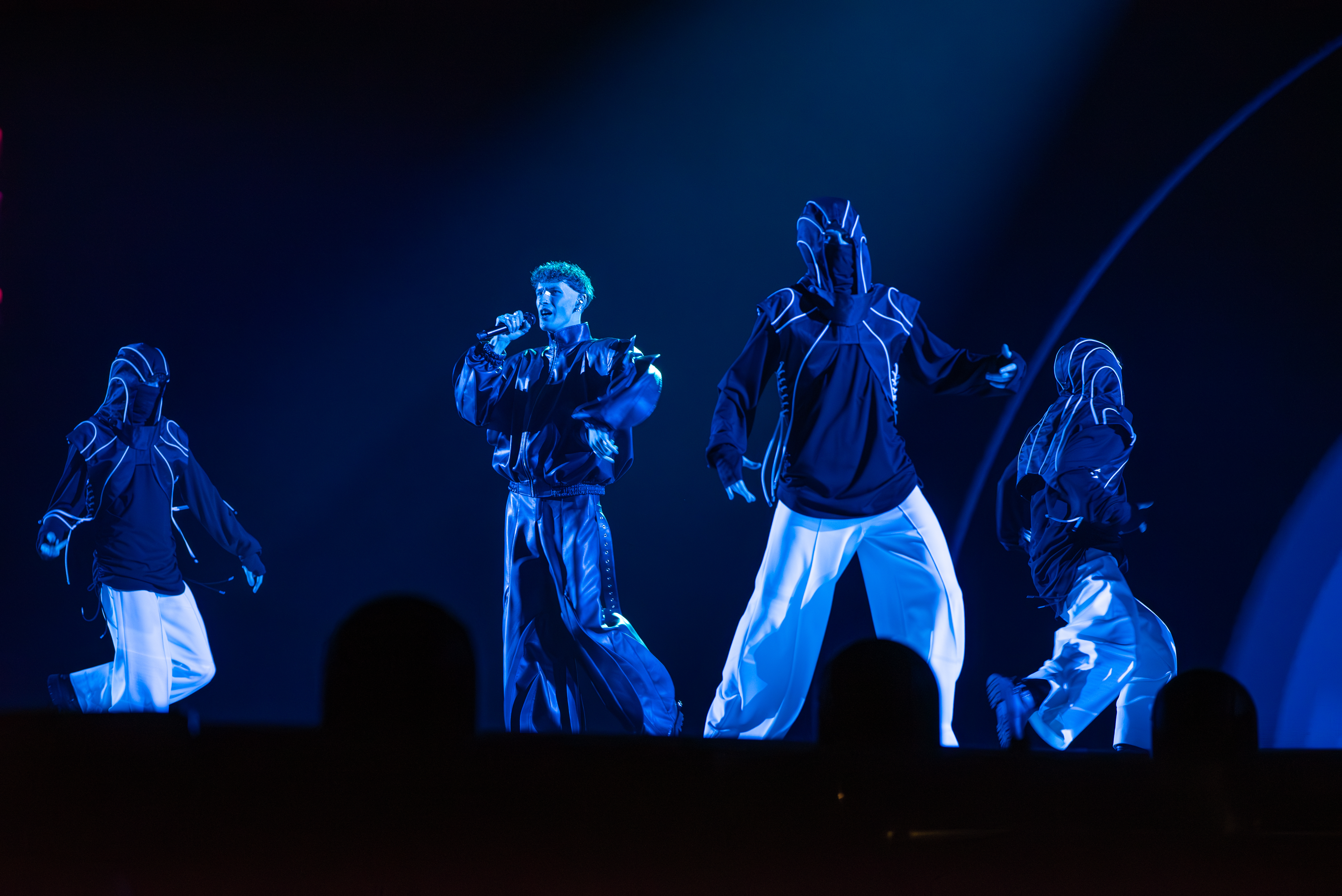
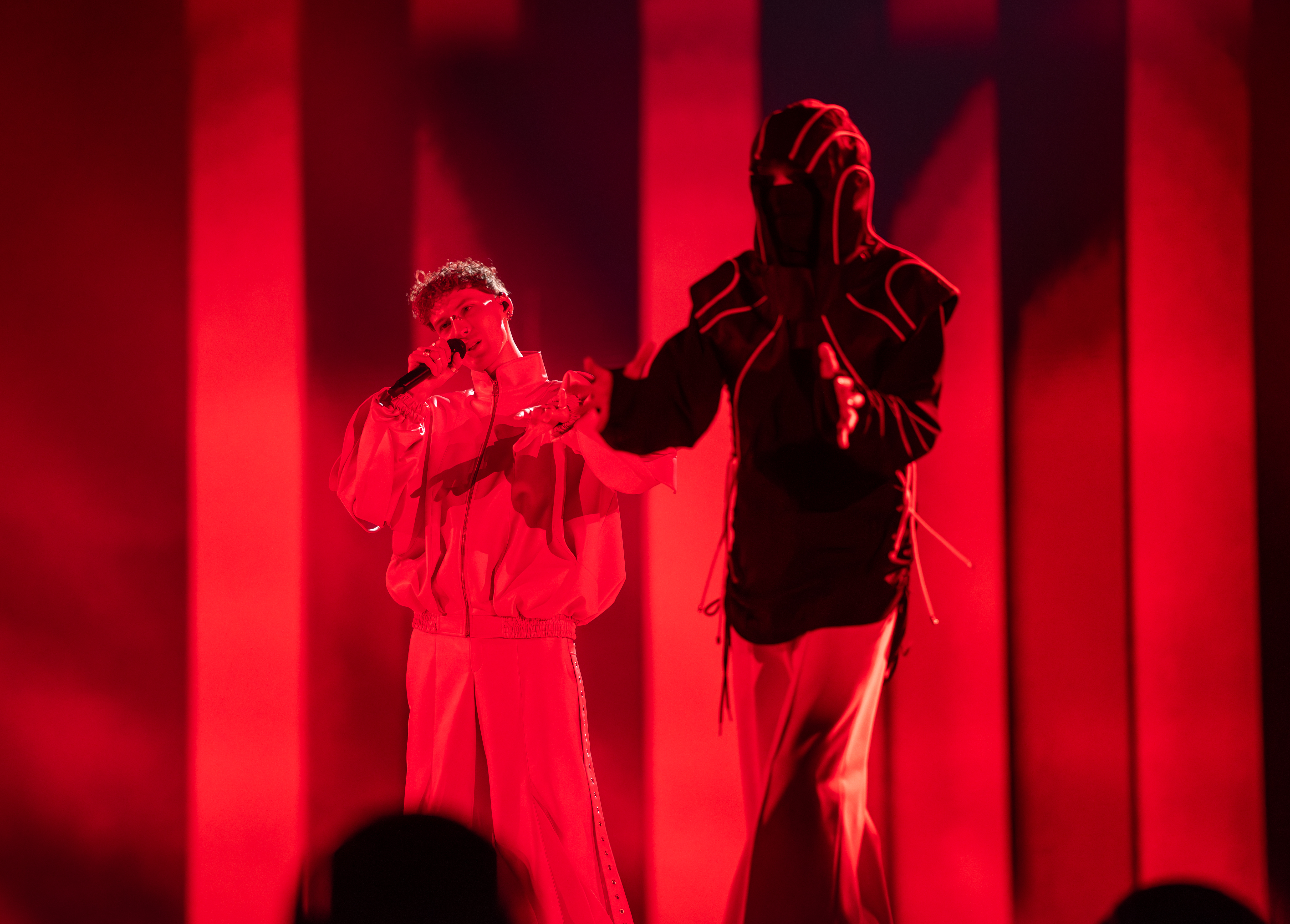
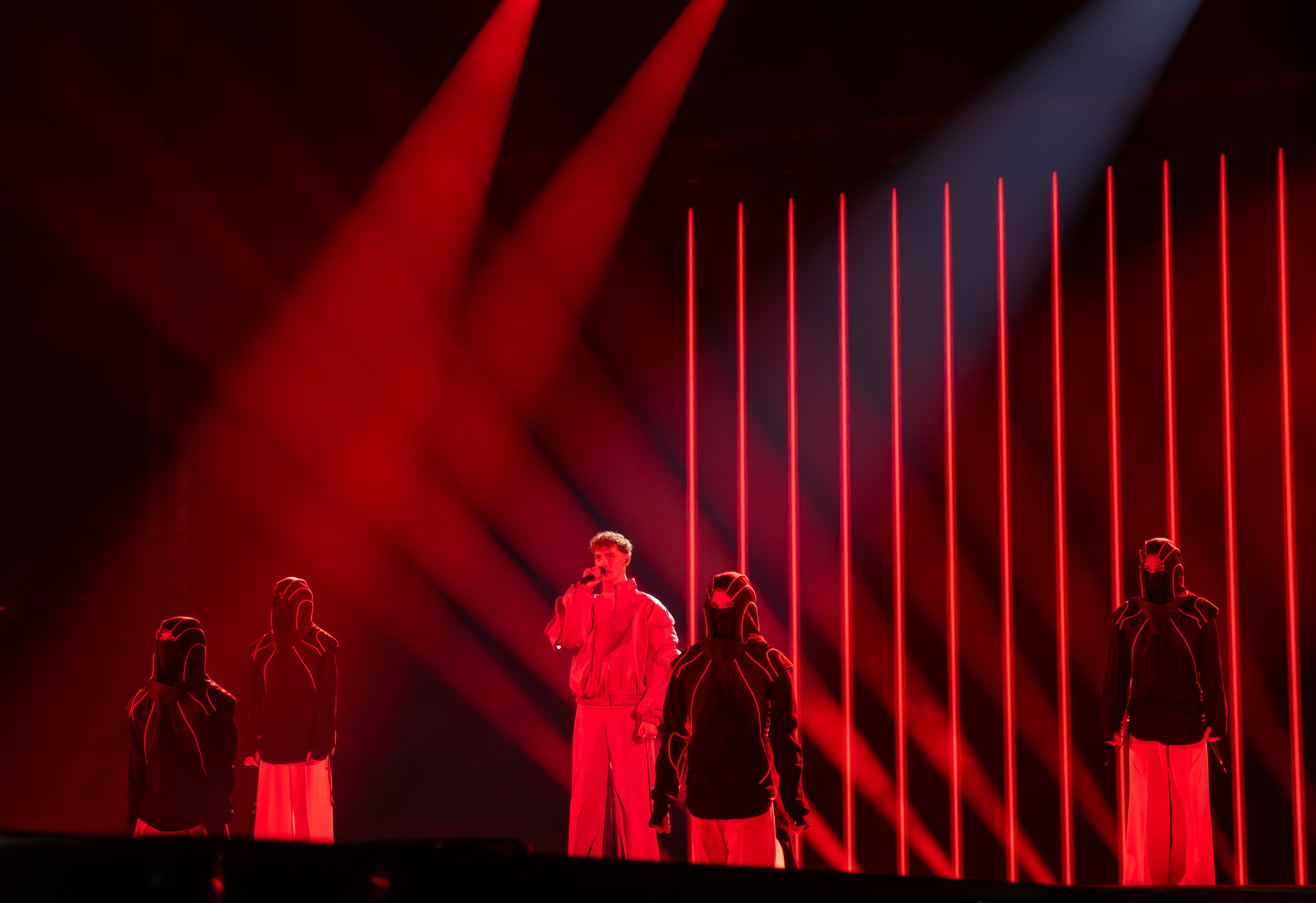
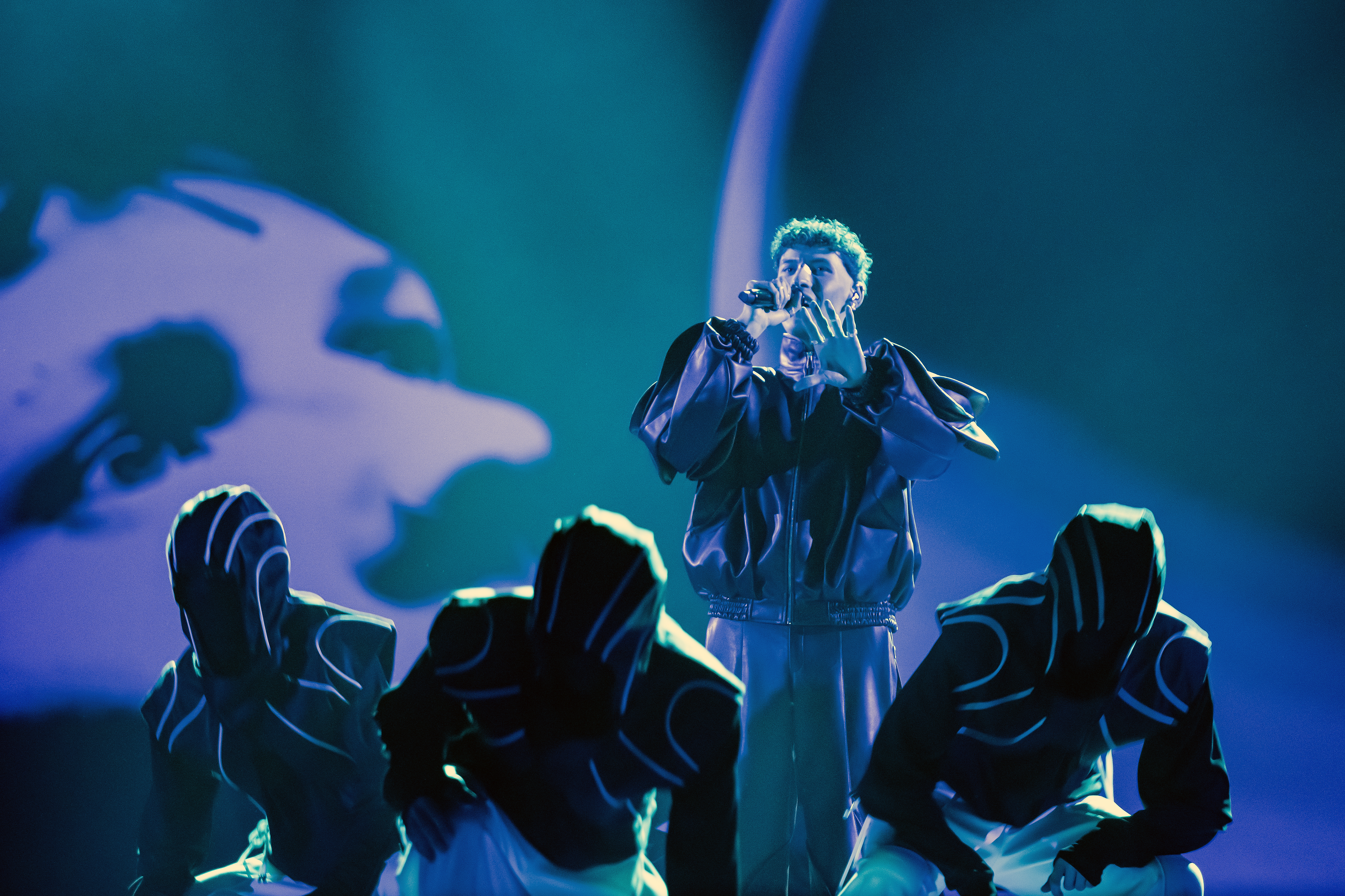
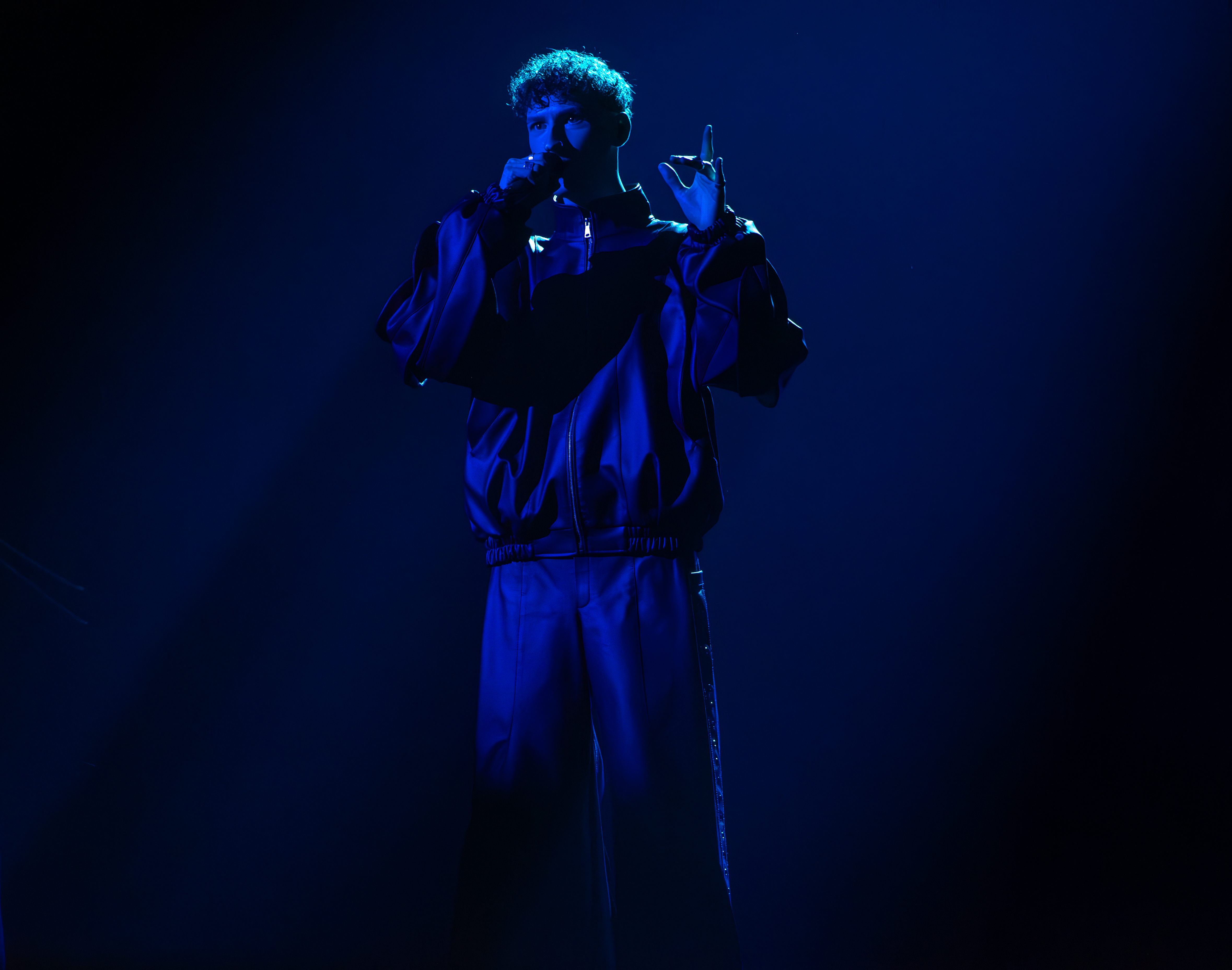
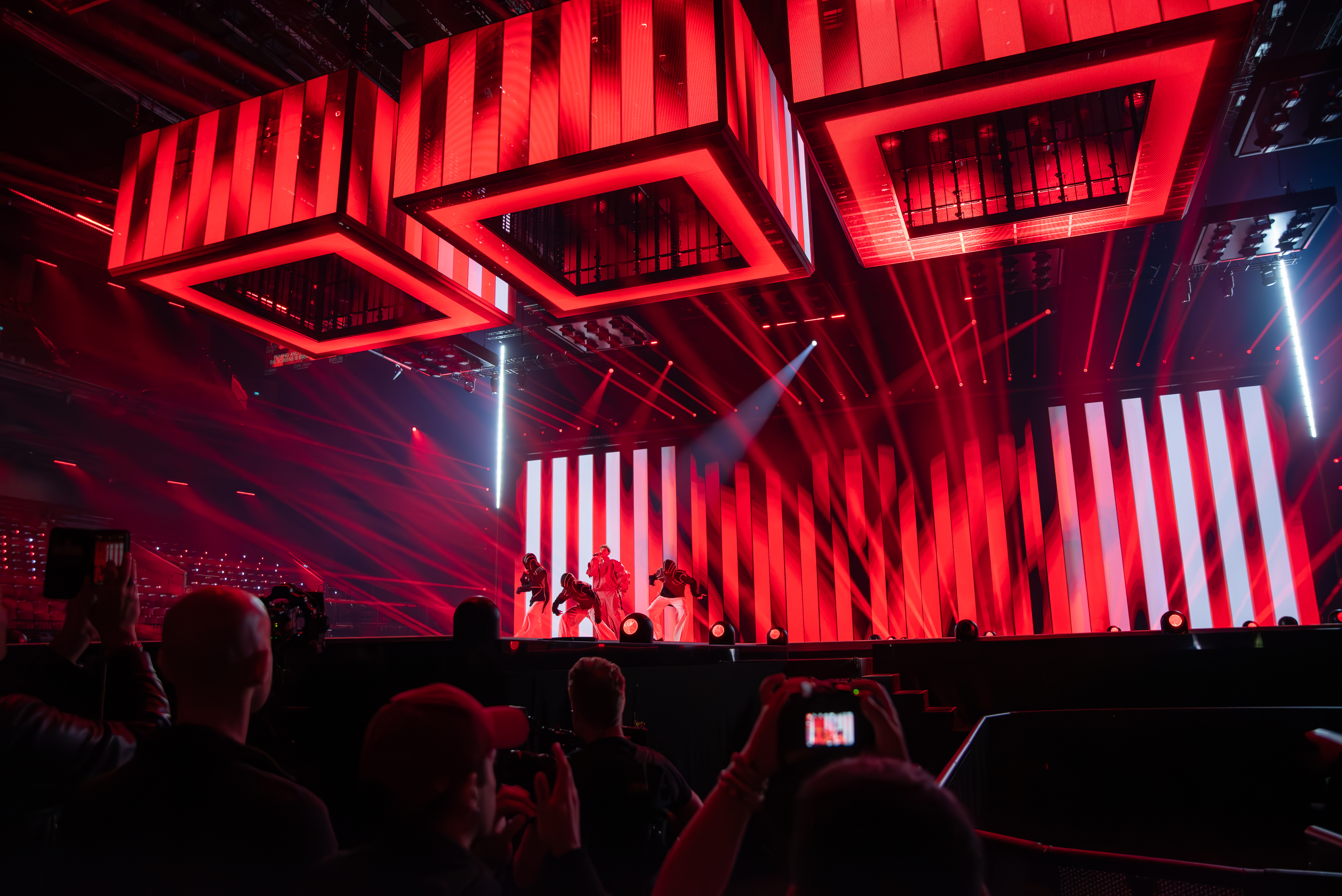
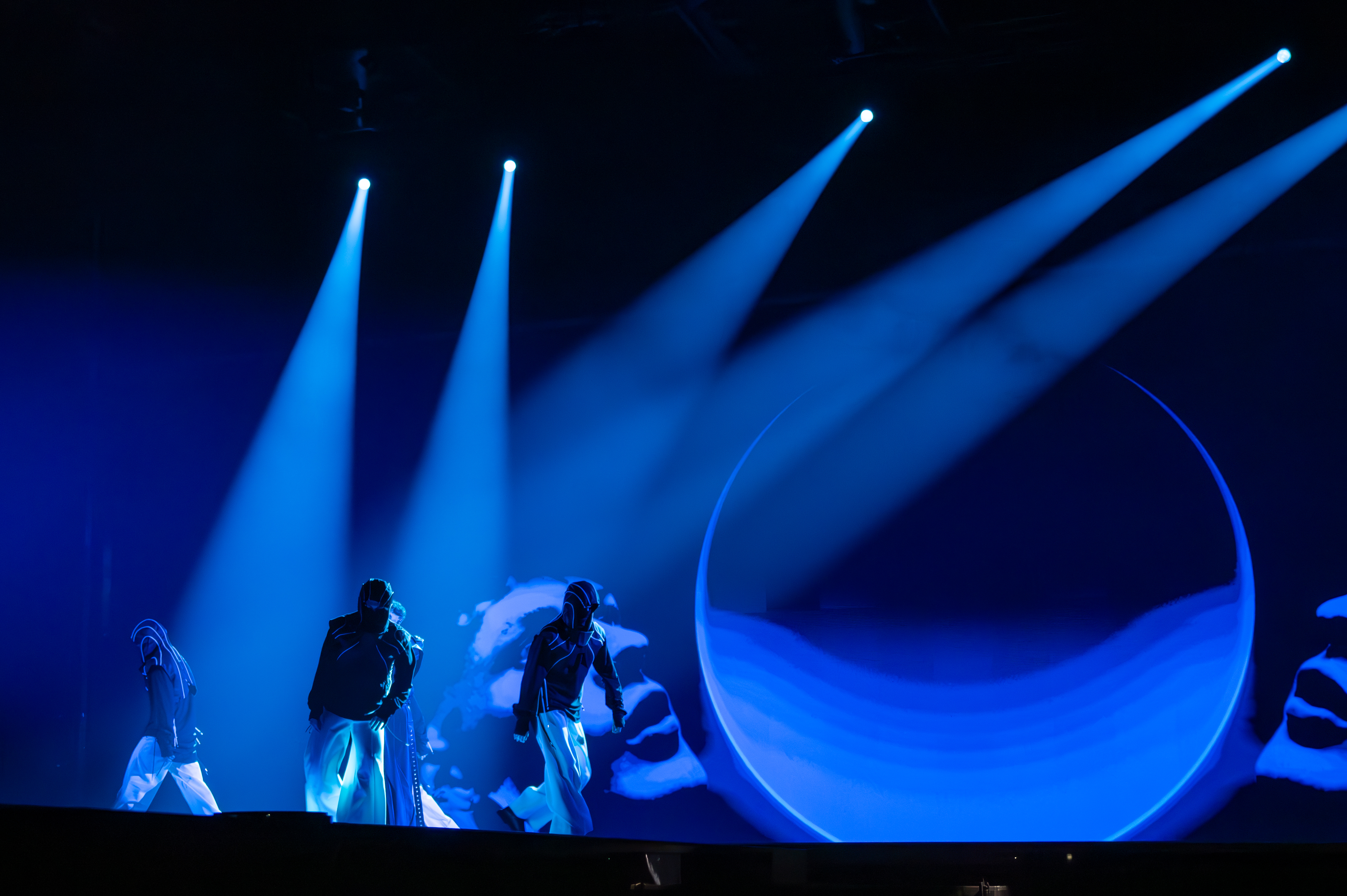
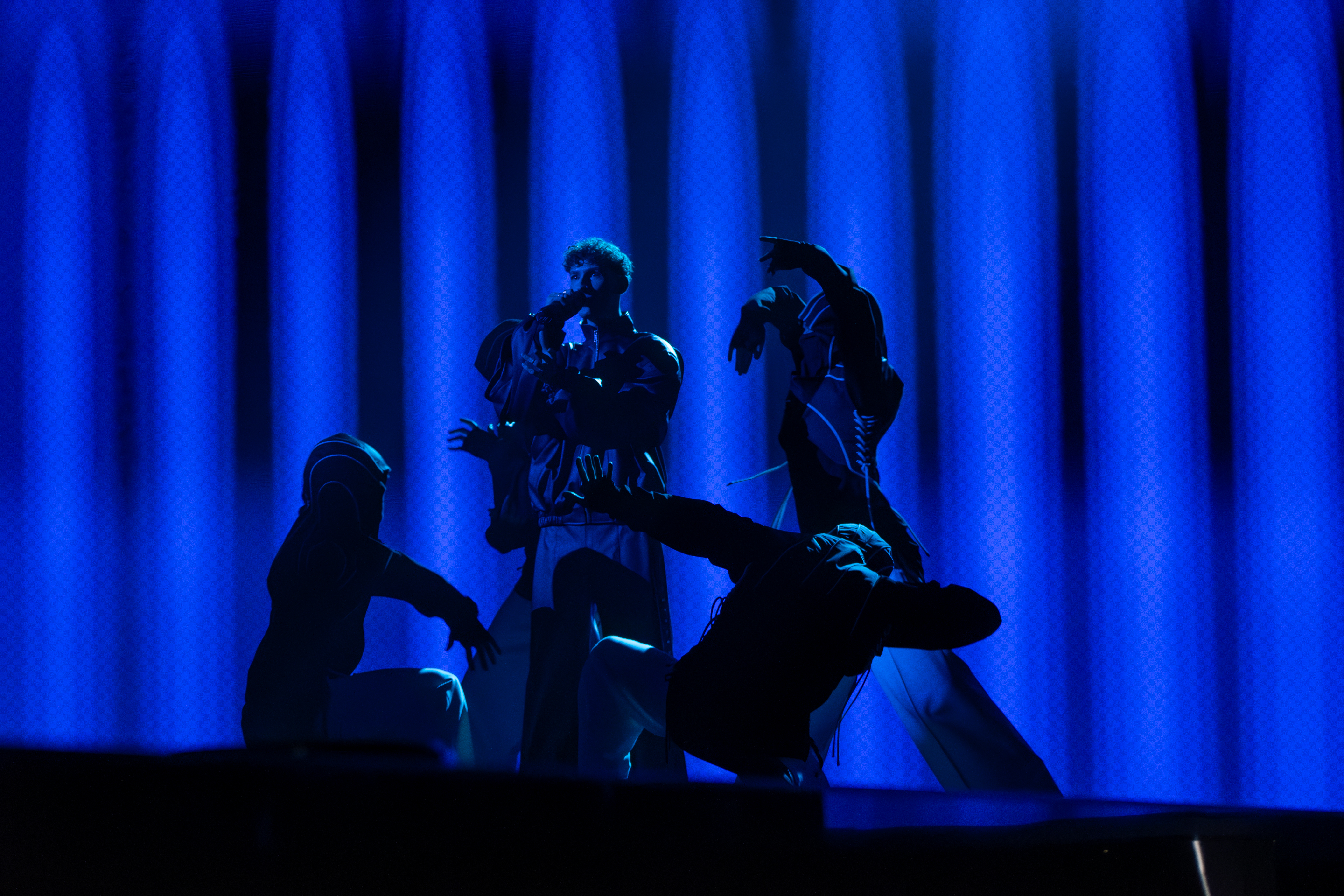

## Чарти

### Щотижневі чарти
| Чарт (2024)   | Найвища позиція |
| ------------- | --------------- |
| Литва (AGATA) | 1               |